# Gewerkschaftliche Monatshefte
Die Gewerkschaftlichen Monatshefte (GMH) waren eine vom Bundesvorstand des Deutschen Gewerkschaftsbundes (DGB) herausgegebene Zeitschrift, die von 1950 bis 2004 erschien. Die GMH waren das theoretische Diskussionsorgan des DGB zu gesellschaftlichen, politischen und wissenschaftlichen Themen mit den Schwerpunkten „Arbeit“, „Gesellschaft“, „Soziales“ und Gewerkschaftspolitik.

## Die Zeitschrift

### Selbstverständnis, Ausrichtung und Themen
Im Zuge der Gründung des DGB formulierte die Einheitsgewerkschaft den Willen, für ihre Anliegen auch publizistisch und auf Basis wissenschaftlicher Argumente zu werben. Der DGB wollte seine „neuen und fortschrittlichen Auffassungen“ einer breiten Öffentlichkeit verständlich machen. Hans Böckler, der erste DGB-Vorsitzende, gab 1950 in einem Geleitwort zur ersten Ausgabe das Motto vor, das die Funktion der Zeitschrift bestimmte: „Die ‚Gewerkschaftlichen Monatshefte‘ […] sollen ein Diskussionsorgan sein, in dem Gewerkschafter und Vertreter der Wissenschaft, Vertreter unseres Sozialpartners wie des öffentlichen Lebens überhaupt Gelegenheit haben, in eingehender Diskussion zur Lösung der vor uns liegenden Wirtschafts- und Sozialprobleme beizutragen.“
Wichtige Themen, die zum Teil in Schwerpunktheften aufgegriffen wurden, waren die Geschichte der Arbeiter- und der Gewerkschaftsbewegung insbesondere in Deutschland, Überlegungen zur Humanisierung der Arbeit, soziale und wirtschaftliche Herausforderungen der Deutschen Einheit, die Krise der Arbeitsgesellschaft sowie Überlegungen zur Gegenwart und Zukunft des Sozialstaats.
Die Zeitschrift präsentierte vielfach Themen der Wissenschaften, unter anderem der Geschichtswissenschaft, der Soziologie, Rechtsfragen, Fragen der Betriebs- und Volkswirtschaftslehre, der Politikwissenschaft und der Sozialwissenschaften. In dieser Hinsicht wirkte sie als „publizistisches Scharnier“ zwischen Gewerkschaften und Wissenschaft.
Zudem brachte die Zeitschrift regelmäßig Buchbesprechungen von Neuerscheinungen im Bereich ihres Themenspektrums.

### Chefredakteure und Verlage
Als Chefredakteure fungierten Walter Pahl (1950–1954), Richard Becker (1954–1957), Walter Fabian (1957–1970), Gerhard Leminsky (1971–1981) und Hans-Otto Hemmer (1981–2004).
Die Zeitschrift erschien seit 1950 jahrzehntelang im Bund-Verlag des DGB. 1998 übernahm die Einblick-Verlagsgesellschaft das Objekt. Von 1999 bis 2003 gehörten die Gewerkschaftlichen Monatshefte zum Westdeutschen Verlag, 2004 schließlich zum VS Verlag für Sozialwissenschaften.

### Autoren
In fünfeinhalb Jahrzehnten publizierten mehrere hundert Autoren – sowohl Gewerkschafter, Politiker und Wissenschaftler als auch andere Personen des öffentlichen Lebens – in der Zeitschrift. Sie gehörten überwiegend zum linksliberalen und linken politischen Spektrum der Bundesrepublik Deutschland. Auch Vertreter anderer politischer Richtungen schrieben Artikel für die Monatshefte. Die Bandbreite der GMH reicht vom konservativen CDU-Politiker Alfred Dregger über den ehemaligen Präsidenten des BDI Hans-Olaf Henkel bis hin zu Oskar Lafontaine. Unter den Wissenschaftlern finden sich so prominente Namen wie die von Wolfgang Abendroth, René König oder Hans-Ulrich Wehler.
Siehe: Anhang: Liste von Autoren der Gewerkschaftlichen Monatshefte

### Vertrieb
Die Zeitschrift wurde vor allem per Abonnement vertrieben. Um 1965 lag die monatliche Auflage bei 8.000 Exemplaren.

### Vorläufer, Einstellung und Nachfolger
Die Arbeit, das von 1924 bis 1933 monatlich erschienene Theorieorgan des Allgemeinen Deutschen Gewerkschaftsbundes (ADGB), gilt als Vorläufer der Gewerkschaftlichen Monatshefte. Herausgeber und Verlag begründeten Ende 2004 die Einstellung der Gewerkschaftlichen Monatshefte mit einem „seit Jahren anhaltenden Rückgang der Abonnements“. Nachfolger der GMH ist das Online-Magazin Gegenblende.

## Sammelpublikationen
- Wolfgang J. Mommsen u. a.: Auf dem Weg zur Einheit. Wirtschaft, Politik, Gewerkschaften im deutsch-deutschen Einigungsprozess. Aktualisierte Beiträge aus „Gewerkschaftliche Monatshefte“. Bund-Verlag, Köln 1990, ISBN 3-7663-2227-3 (Aufsatzsammlung).

## Anhang: Liste von Autoren derGewerkschaftlichen Monatshefte
1. ↑  
Gewerkschafter
| - Viktor Agartz - Siegfried Aufhäuser - Alfred Braunthal - Ernst Breit - Otto Brenner - Max Diamant - August Enderle - Irmgard Enderle - Ursula Engelen-Kefer - Detlef Hensche | - Arthur Killat - Alfons Lappas - Eugen Loderer - Herbert Mai - George Meany - Heinz-Werner Meyer - Bernd Otto - Hermann Rappe - Ludwig Rosenberg - Hubertus Schmoldt | - Lorenz Schwegler - Franz Steinkühler - Bernhard Tacke - Fritz Tarnow - Frank Teichmüller - Heinz Oskar Vetter - Maria Weber - Wladimir Woytinsky - Monika Wulf-Mathies - Dieter Wunder - Klaus Zwickel |
2. ↑  
Politiker
| - Hans Apel - Adolf Arndt - Fritz Baade - Angelika Barbe - Karl Bechert - Christine Bergmann - Kurt Biedenkopf - Marianne Birthler - Willi Birkelbach - Lothar Bisky - Norbert Blüm - Willy Brandt - Max Brauer - Hermann Brill - Ilse Brusis - Max Cohen - Gustav Dahrendorf - Willy Dehnkamp - Alfred Dregger - Herbert Ehrenberg - Willi Eichler - Björn Engholm - Rainer Eppelmann - Erhard Eppler - Fritz Erler - Henry Everling - Friedhelm Farthmann - Ulf Fink - Andrea Fischer | - Joschka Fischer - Anke Fuchs - Liselotte Funcke - Bronisław Geremek - Wolfgang Gerhardt - Peter Glotz - Gregor Gysi - Kurt Heinig - Bodo Hombach - Hubert H. Humphrey - Jakob Kaiser - Hellmut Kalbitzer - Erich Klabunde - Udo Knapp - Waldemar von Knoeringen - Helmut Kohl - Wim Kok - Willy Kressmann - Heinz Kühn - Oskar Lafontaine - Manfred Lahnstein - Otto Graf Lambsdorff - Dieter Lattmann - Karl W. Lauterbach - Georg Leber - Ulrich Lohmar - Hans Maier - Hans Matthöfer - Friedrich Merz - Wolfgang Mischnick | - Andrea Nahles - Ernst Niekisch - Peter von Oertzen - Heide Pfarr - Heinz Potthoff - Ludwig Preller - Walter Riester - Fritz Sänger - Rudolf Scharping - Hermann Scheer - Rezzo Schlauch - Carlo Schmid - Helmut Schmidt - Gerhard Schröder - Klaus-Peter Schulz - Horst Seehofer - Friedrich Stampfer - Jochen Steffen - Fritz Sternberg - Peter Struck - Wolfgang Thierse - Wolfgang Ullmann - Günter Verheugen - Hans-Jochen Vogel - Hedwig Wachenheim - Theo Waigel - Herbert Wehner - Ernst Ulrich von Weizsäcker - Richard von Weizsäcker |
3. ↑  
Wissenschaftler
| - Wolfgang Abendroth - Ulrich von Alemann - Elmar Altvater - Günter Amendt - Klaus Armingeon ( Informationen zur Person (Memento vom 9. Mai 2013 im Internet Archive) bei der Uni Bern) - Peter Badura - Frank Barnaby - Ulrich Beck - Elisabeth Beck-Gernsheim - Daniel Bell - Wolfgang Benz - Arnold Bergstraesser - Klaus von Beyme - Norman Birnbaum - Ulrich Borsdorf - Günter Brakelmann - Peter Brandt - Christoph Butterwegge - Ernst-Otto Czempiel - Frank Deppe - Warnfried Dettling - Dan Diner - Hans-Peter Dürr - Thomas Ellwein - Josef Esser - Amitai Etzioni - Bernd Faulenbach - Christian von Ferber - Iring Fetscher - Heiner Flassbeck - Ossip K. Flechtheim - Ernst Fraenkel - Norbert Frei - Michael Freund - Walter Friedländer - Otto Heinrich von der Gablentz - Johan Galtung - Imanuel Geiss - Anthony Giddens - Hermann Glaser - Walter Grab - Helga Grebing - Martin Greiffenhagen - Hans-Hermann Hartwich () - Eduard Heimann - Wilhelm Heitmeyer - Eike Hennig | - Ulrich Herbert - Rudolf Hickel - Karl Otto Hondrich - Konrad Jarausch - Horst Kern - Otto Kirchheimer - Christoph Kleßmann - Arno Klönne - Jürgen Kocka - René König - Karl-Rudolf Korte - Jiří Kosta - Ekkehart Krippendorff - Christian Graf von Krockow - Herbert Kubicek - Jürgen Kuczynski - Arnold Künzli - Siegfried Landshut - Dieter Langewiesche - Claus Leggewie - Wolfgang Leonhard - Wolf Lepenies - Peter Lösche - Wilfried Loth - Hermann Lübbe - Dieter S. Lutz - Ernest Mandel - Andrei S. Markovits - Boris Meissner - Hans Mommsen - Wolfgang J. Mommsen - Urs Müller-Plantenberg - Herfried Münkler - Gunnar Myrdal - Wolf-Dieter Narr - Oskar Negt - Lutz Niethammer - Franz Nuscheler - Claus Offe - Horst W. Opaschowski - Heinz-Dietrich Ortlieb - Wolf Oschlies - Sven Papcke - Dietmar Petzina - Detlev Peukert - Armin Pfahl-Traughber - Theo Pirker | - Alexander von Plato - Friedrich Pollock - Harry Pross - Joachim Raschke - Joseph Rovan - Jörn Rüsen - Alexander Rüstow - Richard Saage - Adam Schaff - Fritz W. Scharpf - Helmut Schelsky - Erwin K. Scheuch - Karl Schlögel - Michael Schneider - Klaus Schönhoven - Julius H. Schoeps - Hagen Schulze - Michael Schumann - Jürgen Seifert - Dieter Senghaas - Udo Ernst Simonis - Hartmut Soell - Otto Stammer - Dietrich Staritz - Peter Steinbach - Hans-Josef Steinberg - Dolf Sternberger - Richard Stöss - Wolfgang Streeck - Klaus Tenfelde - Bassam Tibi - Fritz Vilmar - Georg Vobruba - Franz Walter - Rudolf Wassermann - Alfred Weber - Hermann Weber - Hans-Ulrich Wehler - Peter Weingart - Gerhard Weisser - Carl Christian von Weizsäcker - Wolfram Wette - Leopold von Wiese - Manfred Wilke - Gilbert Ziebura - Karl Georg Zinn |
4. ↑  
Andere Personen des öffentlichen Lebens
| - Rudolf Augstein - Fritz Bauer - Heinrich Böll - Micha Brumlik - Walter Dirks - Bernt Engelmann - Roger Garaudy - André Gorz - Günter Grass - Alfred Grosser - Max von der Grün - Friedhelm Hengsbach - Hans-Olaf Henkel - Walter Hesselbach | - Uwe Jean Heuser - Stefan Heym - Urs Jaeggi - Robert Jungk - Gerhard Kade - Gerd-Klaus Kaltenbrunner - Eugen Kogon - Erich Kuby - Susanne Leonhard - Hans-Joachim Maaz - Ernst Gottfried Mahrenholz - Alexander Mitscherlich - Oswald von Nell-Breuning - Philip Noel-Baker | - Heribert Prantl - Bert Rürup - Hanns Martin Schleyer - Gerhard Schoenberner - Faruk Şen - Theo Sommer - Eckart Spoo - Cora Stephan - Johano Strasser - Wolfgang Templin - Klaus Traube - Albert Vietor - Konrad Weiß - Gerhard Zwerenz |